# Mayerella banksia
Mayerella banksia är en kräftdjursart som beskrevs av Diana R. Laubitz 1970. Mayerella banksia ingår i släktet Mayerella och familjen Protellidae. Inga underarter finns listade i Catalogue of Life.